# Заслужений працівник фармації України
Заслужений працівник фармації України  — державна нагорода України — почесне звання України, яке надається Президентом України відповідно до Закону України «Про державні нагороди України».
Почесне звання встановлене Верховною Радою України Законом № 2876-IV від 8 вересня 2005 року «Про внесення змін до статті 10 Закону України „Про державні нагороди України“».
За станом на 31 грудня 2024 року, Президентом України ще не встановлені підстави для присвоєння почесного звання «Заслужений працівник фармації України» та не внесені відповідні зміни до положення про почесні звання України, затвердженого Указом № 476/2001 від 29 червня 2001 року.
20 січня 2006 року почесне звання «Заслужений працівник фармації України» було вперше присвоєно Бігдану Антіну Васильовичу — директорові комунального підприємства «Фармація» (м. Кривий Ріг) та Шульзі Надії Миколаївні — начальникові державної інспекції — головному державному інспектору з контролю якості лікарських засобів в Черкаській області.